# Karen Bardsley
Karen Bardsley est une footballeuse internationale anglaise née le 14 octobre 1984 à Santa Monica, Californie aux États-Unis de parents de nationalité anglaise. Elle possède les nationalités anglaise et américaine. Elle évolue au poste de gardienne de but.

## Carrière en club
En 2002, Bardsley fait son design graphique à l'université d'État de Californie après son collège au Ruben S. Ayala High School. Elle s'inscrit à des activités sportives et joue pour le Cal State Fullerton Titans. À sa première saison, elle est nommée recrue de l'année de sa conférence NCAA. La saison suivante, elle joue seulement 28 minutes avant de se fracturer une jambe. Sa saison est terminée. En 2004, toujours en réadaptation, elle rate les huit premiers matches de son équipe universitaire, mais une fois de retour dans l'équipe, elle fait un tel impact dans les matches qu'elle est élue gardienne de but de l'année dans la Big West Conference de la NCAA. Une distinction qu'elle remporte à nouveau en 2005.

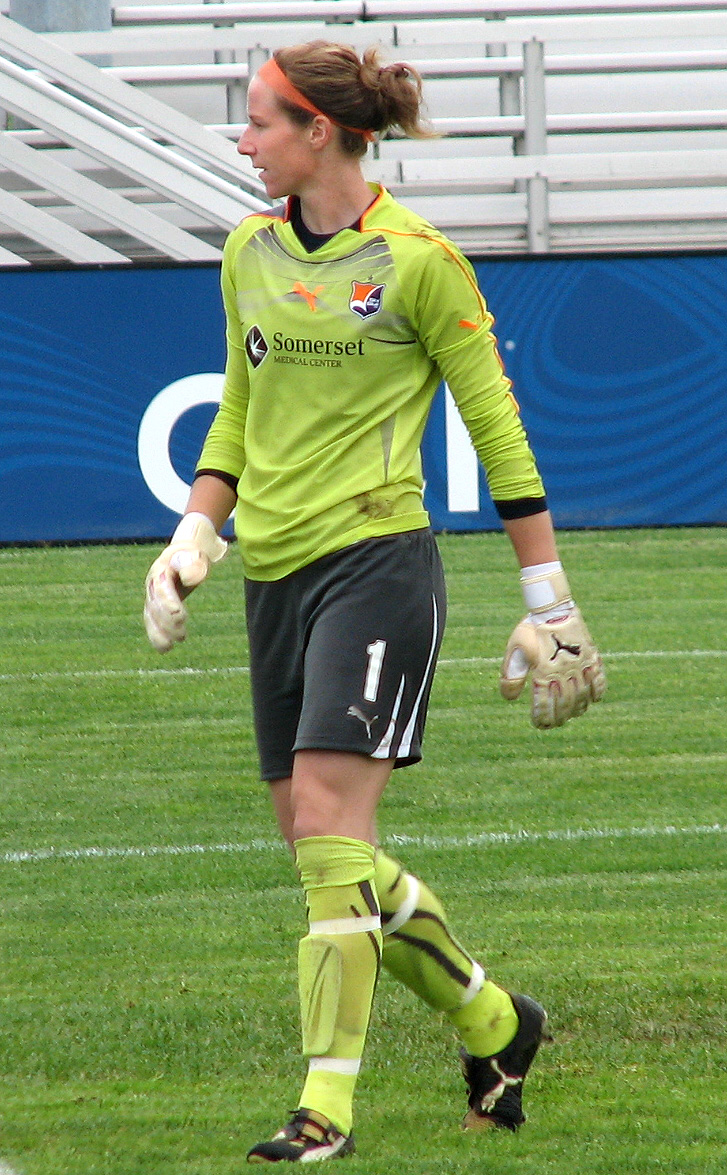
Karen Bardsley en 2010.

En terminant l'université en 2007, Bardsley rejoint l'Ajax America Women dans la Women's Premier Soccer League, pour  ensuite rejoindre en 2008 le Pali Blues dans la W-League. Avec la gardienne Valerie Henderson, elle contribue à la conquête du Championnat de la W-League. Lors de la création de la ligue professionnelle Women's Professional Soccer en 2009, elle est un choix de troisième ronde au repêchage par Sky Blue FC. Au cours de la saison 2009, elle est gardienne remplaçante, et ne joue que quatre matches pour le club. Le Sky Blue FC remporte les finales de Playoffs 2009 du soccer féminin professionnel américain. Lors du camp pré-saison 2010, une grave blessure de Jenni Branam la gardienne titulaire, donne l'occasion à Bardsley de jouer régulièrement. Sa performance est telle qu'elle devient la gardienne titulaire. En 10 matchs, elle enregistre un record 5-3-2 cumulatif avec cinq blanchissages et une moyenne de 0,90 but contre. Elle est élue Gardienne de but de l'année 2010 dans la Women's Professional Soccer et nommée sur le 2010 WPS All-Star.
Elle part ensuite en Suède au Linköpings FC pour la saison 2012-2012. Elle rentre ensuite en Angleterre pour jouer sous le maillot du Lincoln Ladies FC.

## Carrière en sélection
En dépit de ses deux nationalités, Bardsley décide de représenter l'Angleterre. Elle est membre de l'équipe d'Angleterre des moins de 19 ans en 2003 lors du tournoi de l'UEFA. En mars 2005, elle a fait ses débuts en sélection nationale anglaise à la Coupe d'Algarve dans un match où l'Angleterre bat l'Irlande du Nord 4-0. En août 2009, elle est sélectionnée pour l'Euro féminin de l'UEFA 2009.
Elle fait partie de l'équipe anglaise à la Coupe du monde 2011 en Allemagne.
Elle est sélectionnée parmi l'effectif britannique des Jeux olympiques 2012. Elle fait aussi partie des 23 Anglaises sélectionnées pour l'Euro féminin 2013.

## Palmarès
Manchester City
- WSL1 en 2016
- Coupe FA en 2017 et 2019

### Distinction personnelle
- Élue meilleure gardienne de but dans la Women's Professional Soccer en 2010.